# 刘宝锷
劉寶鍔（1883年—1952年6月2日），字梦锡，陕西省洋縣（屬漢中市所轄）谢村镇东韩人。主責中山陵监理工程师，负责全部工程。

## 生平及业绩
- 自幼随祖父刘定荣（曾任苏州知府、上海知县、候补道）在苏州、上海等地读书，[2]
- 清光绪二十九（1903）年毕业于南洋公学（后为上海交通大学），以举人叙用，被陕西师范学堂聘为教习，主讲英语、数学。
- 次年经西潼铁路筹备处选派赴美留学，先后于美国铁道专门学校学习和康奈尔大学就读。
- 清光绪二十三年（1907）加入孙中山领导的中國同盟会。
- 辛亥革命后，于民国二年（1913）回国寄居南京。
- 次年返陕，被任命为陕西铁道局长兼造币厂主任，后因战乱频繁，修建西潼铁路无望，又辞职返回南京，主持华北海河、永定河水利工程和南京大型工程。
- 民国四年（1916）秋，北洋政府水利总裁张季直在南京创办河海工程专门学校（今河海大学前身），聘他为教授，后任教务长。
- 民国十五年（1926），刘被“孙总理治丧委员会”聘为监修中山陵园的监理工程师，负责全部工程，他住在工地监督施工，直至民国十八（1929）年陵园完成，此后又用工程节余款在陵园内 建成“光化亭”、“中山陵水榭”、“音乐池”及國民革命軍陣亡將士公墓內的国民革命军阵亡将士纪念塔。

从此他声名大噪于海内外各界，经他主持的工程尚有“北伐烈士纪念塔”（國民革命軍北伐）、“谭延闿墓”（谭延闿）、“廖仲恺墓”（廖仲恺）、“胡景翼墓”（胡景翼）和南京中央体育场、金陵女子大学、南京大影院、陕西武功农学院（今西北农林科技大学）等。
刘与近代知名科学家李四光、李仪祉、竺可桢、丁文江、翁文灏等同属中国科学社成员。邵力子任陕西省政府主席时，曾邀他回陕任建筑厅长他婉言谢绝。

## 后续
- 1951年，刘回陕担任西北财务委员会专门委员、新华建筑公司工程师。
- 1952年6月2日病逝，年六十九周岁。

他與國共內戰后赴臺灣的劉寶濂、劉恩蔭父子同屬族親。
位于故乡洋县谢村镇东韩村的宅院在中国大陆“文革”期间被作为“阶级矛盾教育的生动课堂”基地，故而较完整的保留下来，直至公元2000年后，陝西省文物局將其列為陝西省文物保護單位之洋縣謝村民居。

## 相關
- 南京民國建築